# Lamylucina gaini
Lamylucina gaini is een tweekleppigensoort uit de familie van de Lucinidae. De wetenschappelijke naam van de soort is voor het eerst geldig gepubliceerd in 1920 door Lamy.